# Paweł Cierpioł
Paweł Cierpioł ps. „Makopol”, „Pleban”, „Rokowski” (ur. 18 grudnia 1904 w Chwostku, zm. w 1947 koło Wałbrzycha) – funkcjonariusz Policji Państwowej, oficer Wojska Polskiego oraz ZWZ-AK-DSZ.

## Życiorys
Urodził się 18 grudnia 1904 i pochodził z Chwostka. Był synem Józefa. W 1932 ukończył Państwowe Gimnazjum Matematyczno-Przyrodnicze w Chorzowie. Wstąpił do Policji Państwowej i po odbyciu stażu w policji kryminalnej objął stanowisko komendanta posterunku w Mikołowie. W pierwszej połowie 1939 objął funkcję starszego wywiadowcy Posterunku Oficerskiego Policji. Faktycznie miał wtedy działać jako oficer wojskowy wywiadu i kontrwywiadu w stopniu kapitana Oddziału II Sztabu Generalnego Wojska Polskiego. Rozpracowywał wtedy działalność Partii Młodoniemieckiej w Polsce (JdP).
Po wybuchu II wojny światowej w 1939 i nastaniu okupacji niemieckiej od 1940 działał w konspiracji. W czerwcu 1940 wstąpił do ZWZ, został zaprzysiężony przez Józefa Korola i skierowany do pracy w wywiadzie pod komendą Karola Kornasa. Od 1940 do 1944 był szefem wywiadu Inspektoratu Rybnik w ramach Okręgu Śląsk ZWZ (od 1942 Armii Krajowej). Równolegle, od końca 1940 lub od początku 1941 był w sztabie Inspektoratu, od kwietnia 1941 był zastępcą dowódcy Inspektoratu Władysława Kuboszka, a po aresztowaniu tegoż (luty 1944) od marca 1944 aż do rozwiązania (14 kwietnia 1947) sam sprawował dowództwo Inspektoratu w stopniu porucznika.
U kresu wojny, od końca maja 1945 organizował struktury Delegatury Sił Zbrojnych na Kraj. W tym samym roku został dowódcą zbrojnej Grupy „Makopola” z podziemia antykomunistycznego (działającej od kwietnia 1945 do kwietnia 1947). W konspiracji używał pseudonimów „Makopol”, „Pleban”, „Rokowski”. Po ujawnieniu we wrześniu 1945 przez kpt. Zygmunta Jankego ps. „Walter” całego Okręgu Śląskiego AK, jedynie Inspektorat Rybnik, kierowany przez Pawła Cierpioła, pozostał nadal w konspiracji. Jego oddział kontrolował teren cieszyńsko-rybnicki i liczył nawet 150 członków. W 1947 zarówno jego podkomendni, jak i on sam, ujawnił się przed władzami komunistycznymi Polski Ludowej i złożył oświadczenie o zaprzestaniu działalności w dniu 14 kwietnia 1947. Pod koniec czerwca 1947 przed sądem w Katowicach był świadkiem w procesie skazanego na śmierć Pawła Ulczoka. Tuż po ujawnieniu próbował przedostać się na Zachód. Podczas usiłowania przekroczenia granicy poniósł śmierć w zasadzce przygotowanej przez funkcjonariuszy UB w Sudetach w okolicach Wałbrzycha. Cała akcja przerzutu przez granicę była spreparowana przez UB, a w późniejszej dokumentacji opisano, że Paweł Cierpioł został zastrzelony „przy usiłowaniu ucieczki za granicę”.
Imieniem Pawła Cierpioła nazwano ulicę w Rybniku. W 2008 Instytut Pamięci Narodowej wydał publikację pt. Z „Archiwum Pawła Cierpioła »Makopola«” 1941–1948 (autorzy: Anna Badura, Marta Dendra, Rafał Michalski, Łukasz Wiecha, Elżbieta Zajchowska).